# آواین
آواین (انگلیسی: Aavin) شرکت صنایع غذایی هندی است، که در سال ۱۹۵۸ تأسیس شد.